# 520号华盛顿州州道
520号华盛顿州州道（英語：SR 520）是美国的华盛顿州西雅图大都市区的一条高速公路和州道。全长约13英里（21），西至西雅圖东至雷德蒙德。高速公路通过华盛顿湖上的长青点浮桥连接了西雅图与金县的东部。SR 520与几条高速公路或州道相交，包括与5号州际公路（I-5）在西雅图相交， 与405号州际公路（I-405）在贝尔维尤相交和202号华盛顿州州道在雷德蒙德相交。